# Kahoolawe
Kahoolawe ( /kəˌhoʊ.əˈlɑːwiː/; Hawaiian: [kəˈhoʔoˈlɐve]) este cel mai mic dintre cele opt insule principale vulcanice din Insulele Hawaii.

Asezarea insulei Kahoolawe
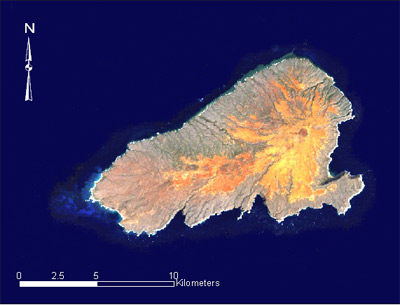
Vederea din satelit a insulei